# Selenops nesophilus
Selenops nesophilus là một loài nhện trong họ Selenopidae.
Loài này phân bố ở miền Tân bắc.
Loài này thuộc chi Selenops. Selenops nesophilus được Ralph Vary Chamberlin miêu tả năm 1924.